# フランシスコ・ゴメス・コデラ
フランシスコ・ゴメス・コデラ（Francisco Gómez Kodela、1984年7月7日 - ）は、トップ14スタッド・フランセ・パリに所属するラグビー選手。

## プロフィール
- アルゼンチン・ブエノスアイレス出身[1]。
- ポジションはプロップ。
- 身長 184cm、体重 120kg
- U21アルゼンチン代表に選ばれたことがある。
- アルゼンチン代表キャップは31（2024年3月現在）でラグビーワールドカップ2023のアルゼンチン代表に選ばれた[2]。

## 略歴
ベルグラーノアスレチックスクラブ、ビアリッツ、ボルドー、リヨンOUを経て、2021年、スタッド・フランセに加入。